# Lorenzo Tarquini
Lorenzo Tarquini (29 de agosto de 2002) es un deportista italiano que compite en halterofilia. Ganó una medalla de bronce en el Campeonato Europeo de Halterofilia de 2025, en la categoría de 89 kg.

## Palmarés internacional
| Campeonato Europeo | Campeonato Europeo  | Campeonato Europeo | Campeonato Europeo |
| Año                | Lugar               | Medalla            | Categoría          |
| ------------------ | ------------------- | ------------------ | ------------------ |
| 2025               | Chisináu (Moldavia) | Medalla de bronce  | 89 kg              |